# 平山嵩
平山 嵩（ひらやま たかし、1903年2月15日 - 1986年11月20日）は、日本の建築家・建築学者。専門は、建築環境工学。工学博士。

## 経歴
1903年、東京府（現・東京都）出身。1926年、東京帝国大学工学部建築学科を卒業。留学してハーバード大学修了の後、マサチューセッツ工科大学大学院に進み修了した。
帰国した後大蔵省営繕管財局に入り、国会議事堂の室内意匠・音響設計等に従事。1930年、東京帝大工学部講師となった。翌1931年に東大助教授に昇格し、助教授時代に公衆衛生院建築衛生部長を兼任した。1940年より東大教授。1963年に東京大学を定年退官し、名誉教授となった。その後は東洋大学工学部教授として後進の指導にあたった。1977年に東洋大学を定年退任し、同年7月1日に東洋大名誉教授となった。学界では、衛生工業協会長、日本建築設備センター理事長、日本照明学会長を務め、また平山建築研究所長もつとめた。

## 受賞・栄典
- 1939年：日本建築学会賞学術賞を受賞[2]。
- 1973年：勲二等瑞宝章を受章[2]。
- 1979年：日本音響学会功績賞を受賞。
- 1983年：日本建築学会大賞を受賞[2]。

## 研究内容・業績
日本における環境工学の基礎を作った人物として知られている。

## 家族・親族
平山嵩は天文学者・平山信の次男である。
- 妻：嵩の妻は原正幹の長女。嵩は妻との間に3男1女をもうけた[4]。
  - 正幹の妹が工学者・平賀譲に嫁いでいる[5]。平賀の三女が元サントリー社長の佐治敬三に嫁いだため、嵩の妻と佐治の先妻は従姉妹同士という関係になる[6]。
- 次男：次男の平山淳は天文学者。
- 父：平山信は天文学者。
- 義弟：地質学者・鉱物学者の坪井誠太郎、数学者の正田建次郎、元東洋製作所社長の佐竹義利及び元東京電気保全会長の川上寿一はいずれも嵩の義弟にあたる（坪井の妻・百合、正田の先妻・多美、佐竹の妻・厚及び川上の妻・千枝は4人とも嵩の妹である）[4]。
- 甥：化学者の坪井正道と法学者の正田彬は嵩の甥にあたる（正道は誠太郎・百合夫妻の長男で、彬は建次郎・多美夫妻の長男である）[4]。

## 建築作品
- 科学技術館[7]
- 東洋大学[3]
- 学習院大学[3]
- 日立市小平会館[2]
- 山王病院[2]

## 著書
- 『厚生住宅』（1948年）
- 『標準住宅論』（1948年）
- 『建築設計理論』（1948年）
- 『建築計画汎論』（1950年）